# Steinmaur
Steinmaur (gzu. Stäimer, hist. Stòimer) – miejscowość i gmina (Politische Gemeinde) w północnej Szwajcarii, w kantonie Zurych, w okręgu (Bezirk) Dielsdorf.  

## Demografia
W Steinmaur mieszka 3613 osób. W 2021 roku 27,4% populacji gminy stanowiły osoby urodzone poza Szwajcarią.

## Współpraca
Miejscowość partnerska:
- Steinmauern, Niemcy

## Transport
Przez teren gminy przebiega droga główna nr 17.